# Église Saint-André de Boissy-l'Aillerie
Pour les articles homonymes, voir Église Saint-André.
L'église Saint-André de Boissy-l'Aillerie  est l'église paroissiale de la commune de Boissy-l'Aillerie dans le  Val-d'Oise. Elle se composait d'une nef romane du XIIe et d'un chœur gothique du XIIIe siècle. Ruinée dès la fin du XVIIIe siècle, l'église restera longtemps en état d'abandon, avant que le chœur ne soit reconstruit entre 1848 et 1850. La nef et le clocher ne seront pas reconstruits et seulement des vestiges mineurs rappellent encore que l'église était initialement plus grande. Le chœur est toutefois de dimensions généreuses et présente une élévation sur trois niveaux, avec bas-côtés, triforium et baies hautes. Malgré les reconstructions successives, son architecture reste très homogène. Il fait l'objet d’une inscription au titre des monuments historiques depuis le 16 juin 1926.

## Localisation
L'église Saint-André est située en France, en région Île-de-France et dans le département du Val-d'Oise, dans le Parc naturel régional du Vexin français, dans la vallée de la Viosne, sur la commune de Boissy-l'Aillerie, rue Ferdinand-Jacob. L'élévation méridionale est alignée sur la rue, qui est très étroite à cet endroit, ce qui empêche de prendre suffisamment de recul pour bénéficier d'une vue d'ensemble de l'édifice. La façade néo-gothique est précédée d'un parvis, qui occupe l'emplacement de la nef et des bas-côtés, détruits à la fin du XVIIIe siècle. Par un petit parking le long de la rue, le parvis communique avec la place centrale du village, rue de la République, et une continuité visuelle s'établit ainsi entre la place et l'église. Le chevet est également bien visible grâce à un petit terrain municipal qui s'insère entre l'église et la propriété voisine, mais la sacristie qui est accolée perturbe quelque peu l'harmonie de son architecture gothique très soignée. Quant à l'élévation septentrionale, elle donne presque immédiatement sur une propriété privée, et est mal visible depuis le domaine public.

## Histoire

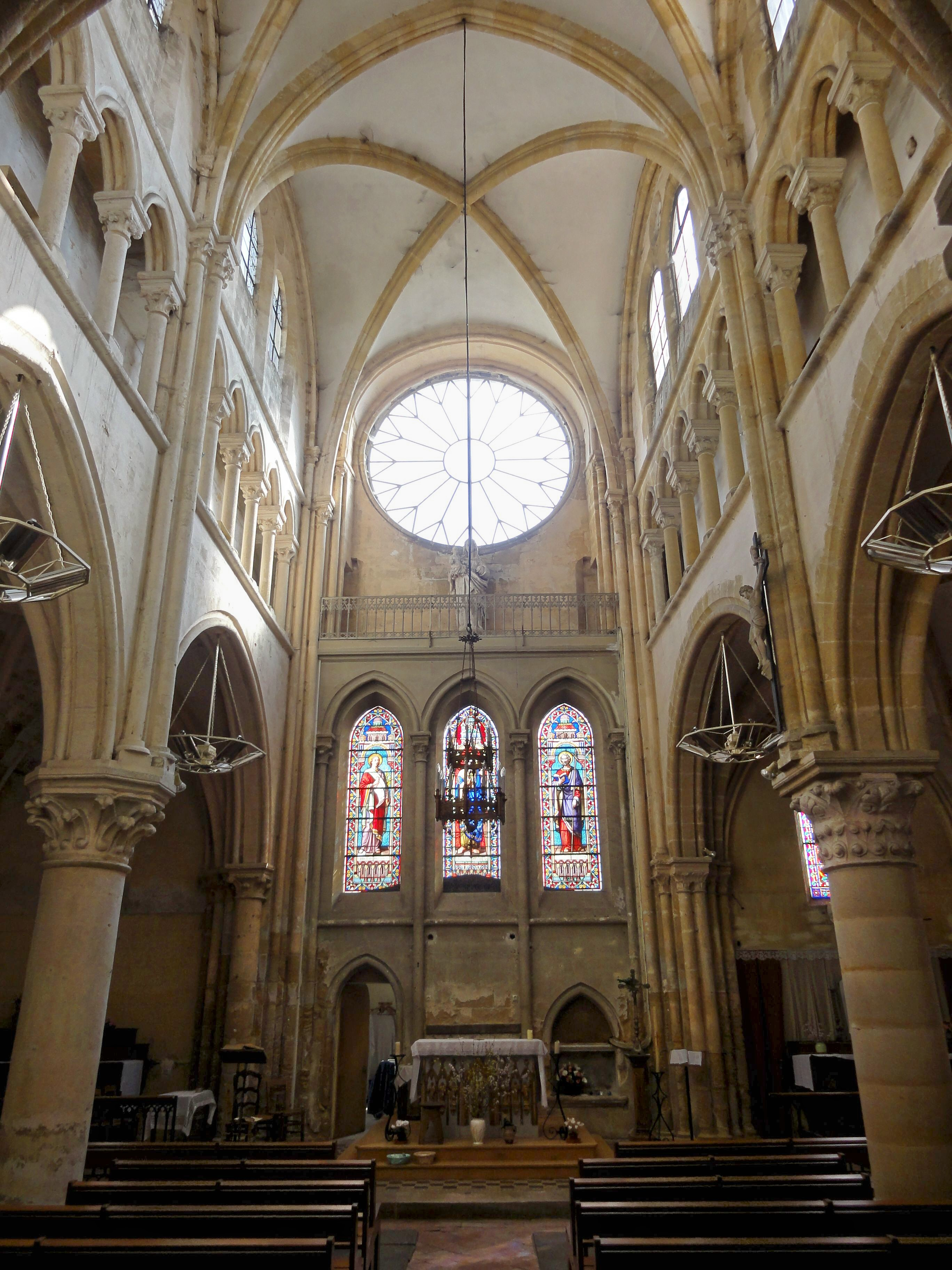
Vue intérieure depuis le portail.

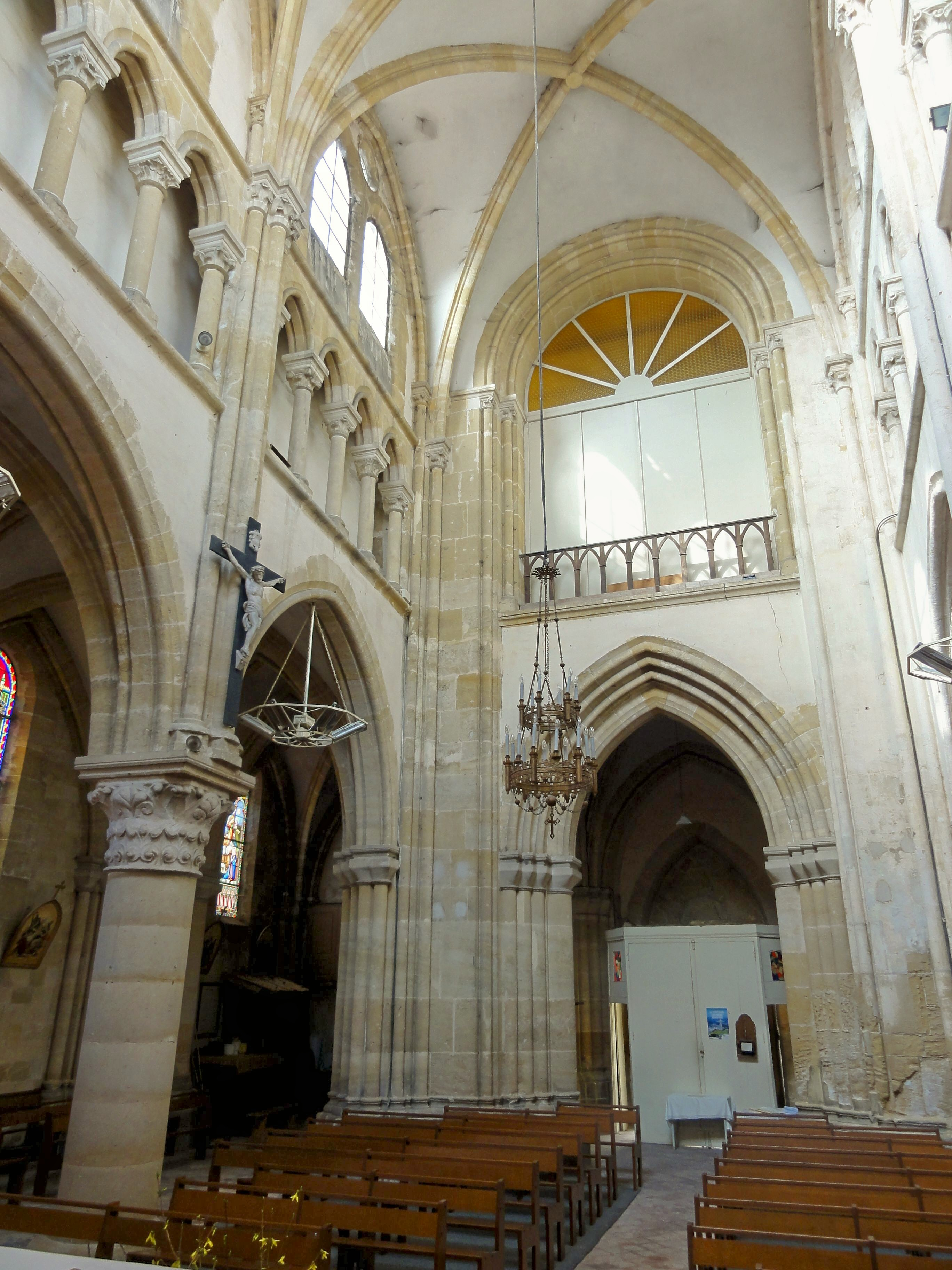
Vue intérieure depuis le chevet.

L'église occupe l'emplacement d'un temple gallo-romain dédié à Cybèle. Le premier sanctuaire chrétien est édifié sous Nicaise de Rouen au IVe siècle et Ve siècle. En témoignent encore les fonts baptismaux, qui ont été donnés en 1892 au musée Tavet-Delacour de Pontoise, où ils sont déposés à droite de l'entrée du jardin. L'archevêque de Rouen, Jean d'Ivry, donne l'église à l'abbaye de Saint-Denis en 1071. Sous tout l'Ancien Régime, la cure dépend de l'archidiocèse de Rouen et de l'archidiaconé du Vexin français, sis à Pontoise. Une nouvelle nef romane est construite au XIIe et un chœur gothique au XIIIe siècle, mais l'église est gravement endommagée en 1433, quand les Anglo-Normands chassés de Pontoise l'incendient. L'église est reconstruite à l'identique et consacrée de nouveau en 1463. Avec la seigneurie de Boissy, la collation de la cure passe en 1691 à la maison royale de Saint-Louis. En 1781, le clocher est foudroyé et seulement insuffisamment consolidé. Il s'écroule sur la nef quinze ans plus tard, le 25 septembre 1796. Il ne sera plus jamais reconstruit, et l'église reste en état de ruine pendant une cinquantaine d'années : Elle n'a plus de toit, et des arbres poussent à l'intérieur. Seuls restent indemnes le croisillon nord du transept et le bas-côté nord, ainsi que le mur haut au nord du chœur et la façade du chevet.
La reconstruction du chœur se fera finalement en 1848 et est globalement achevée dès 1850. Toute la moitié septentrionale a pu être conservée, alors que la moitié méridionale est une reconstitution à l'identique. Subsistent d'origine, le mur oriental du bas-côté sud et les faisceaux de colonnettes à l'intérieur ; le chapiteau du pilier cylindrique isolée entre la première et la seconde travée du chœur ; les bases des colonnes du bas-côté sud ; ainsi que l'amorce des voûtes des deux travées du vaisseau central du chœur. Le croisillon sud du transept est bâti à neuf, alors que la croisée du transept ayant supporté le clocher est réparé. Le maintien et la consolidation des grosses piles cantonnées de multiples colonnettes à l'est de la croisée indiquent que la construction d'un nouveau clocher était encore envisagée au début des travaux de reconstruction, mais ce projet est rapidement abandonné : en effet, l'élévation sud de la croisée du transept imite celle du chœur, avec donc un étage de fenêtres hautes, qui n'est pas visible depuis l'intérieur et ne correspond pas du tout au premier étage du clocher qui se trouvait antérieurement à sa place. Une façade gothique en cohérence avec le style de l'édifice est édifiée à l'ouest du transept. Le mur occidental du croisillon nord, non relié à la nef, est le seul élément authentique.

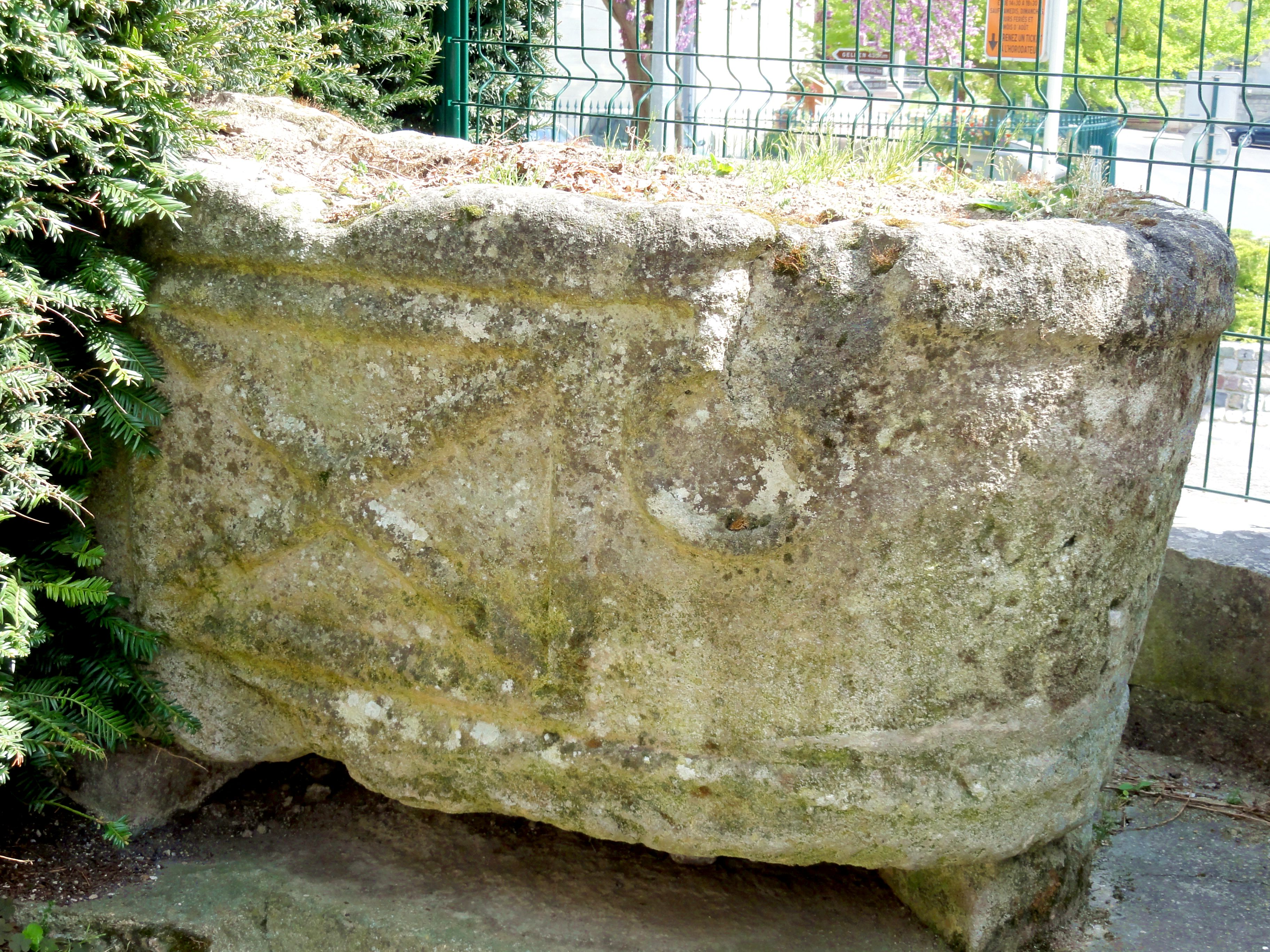
Fonts baptismaux du IVe ou Ve siècle.

La nef, qui était courte car butant contre le mur du manoir à l'ouest, et nettement plus basse que le chœur à l'instar du transept, est abandonnée. Subsistent son mur septentrional en dessous des fenêtres (il n'y avait pas de bas-côté au nord), et une demi-colonne avec un beau chapiteau du début du XIIIe siècle, adossée à l'ancien manoir de l'abbaye Saint-Denis : elle correspond à l'extrémité sud-ouest de la nef. Son emprise est désormais occupé par le parvis de l'église. Jusqu'au début du XXe siècle, le mur occidental du bas-côté sud de la nef était encore debout, comportant un portail roman tardif du milieu ou de la seconde moitié du XIIe siècle. Sa triple archivolte était décorée de tores et de bâtons brisés, et reposait sur deux groupes de trois colonnettes à chapiteaux. Cet intéressant vestige n'a été démoli que pour économiser les quelques centaines de francs qu'aurait coûté sa consolidation. Quelques fragments ont été déposés au musée Tavet-Delacour de Pontoise. En 1926, le chœur est inscrit au titre des monuments historiques : le transept est donc exclu de l'inscription, bien qu'aussi authentique que le chœur dans sa partie nord.

Plan de l'église.

## Description

### Aperçu général
Depuis sa reconstruction, l'édifice se compose d'une avant-nef d'une travée, qui n'est autre que l'ancienne croisée, accompagnée de deux bas-côtés, qui sont les anciens croisillons ; et d'un vaisseau central de deux travées de plan approximativement carré et de grande hauteur, accompagnée de deux collatéraux, et se terminant par un chevet plat. Une sacristie est adossée au chevet, mais sans obstruer ses fenêtres. Comme déjà indiqué, il n'y a plus de nef, ni de clocher, et le transept n'est plus identifiable comme tel. La longueur totale de l'église dans œuvre est de 17,00 m, et sa largeur dans œuvre de 16,20 m, dont 6,60 m pour le vaisseau central, 5,00 m pour le bas-côté nord et 4,60 m pour le bas-côté sud. Il n'existe qu'un unique portail, à l'ouest, et l'édifice présente des pignons à l'ouest et à l'est. Les bas-côtés sont recouverts de toits en appentis, sauf l'ancien croisillon nord, qui dispose d'un toit en bâtière perpendiculaire à l'axe de l'édifice.

### Intérieur

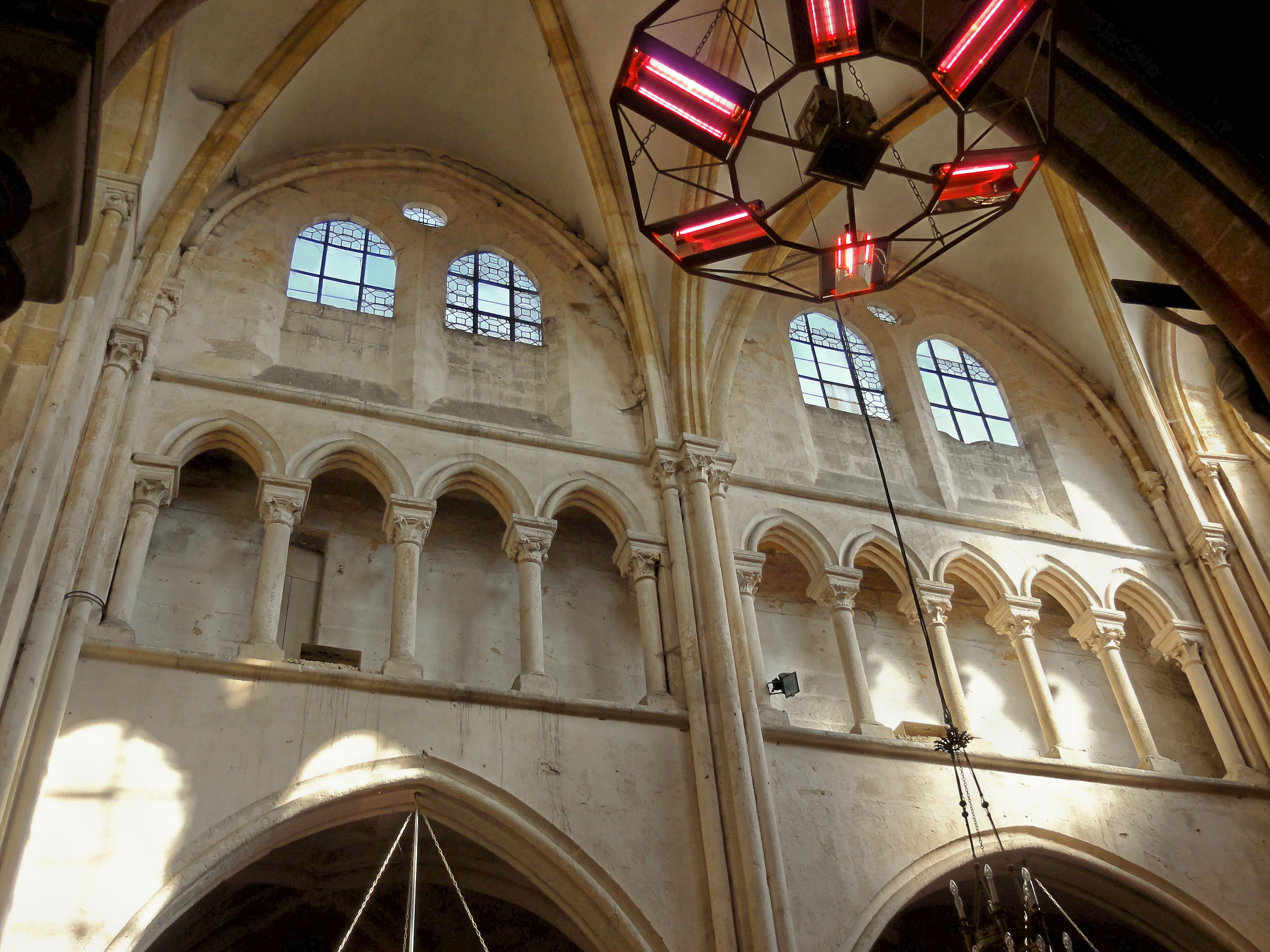
Triforium côté nord.

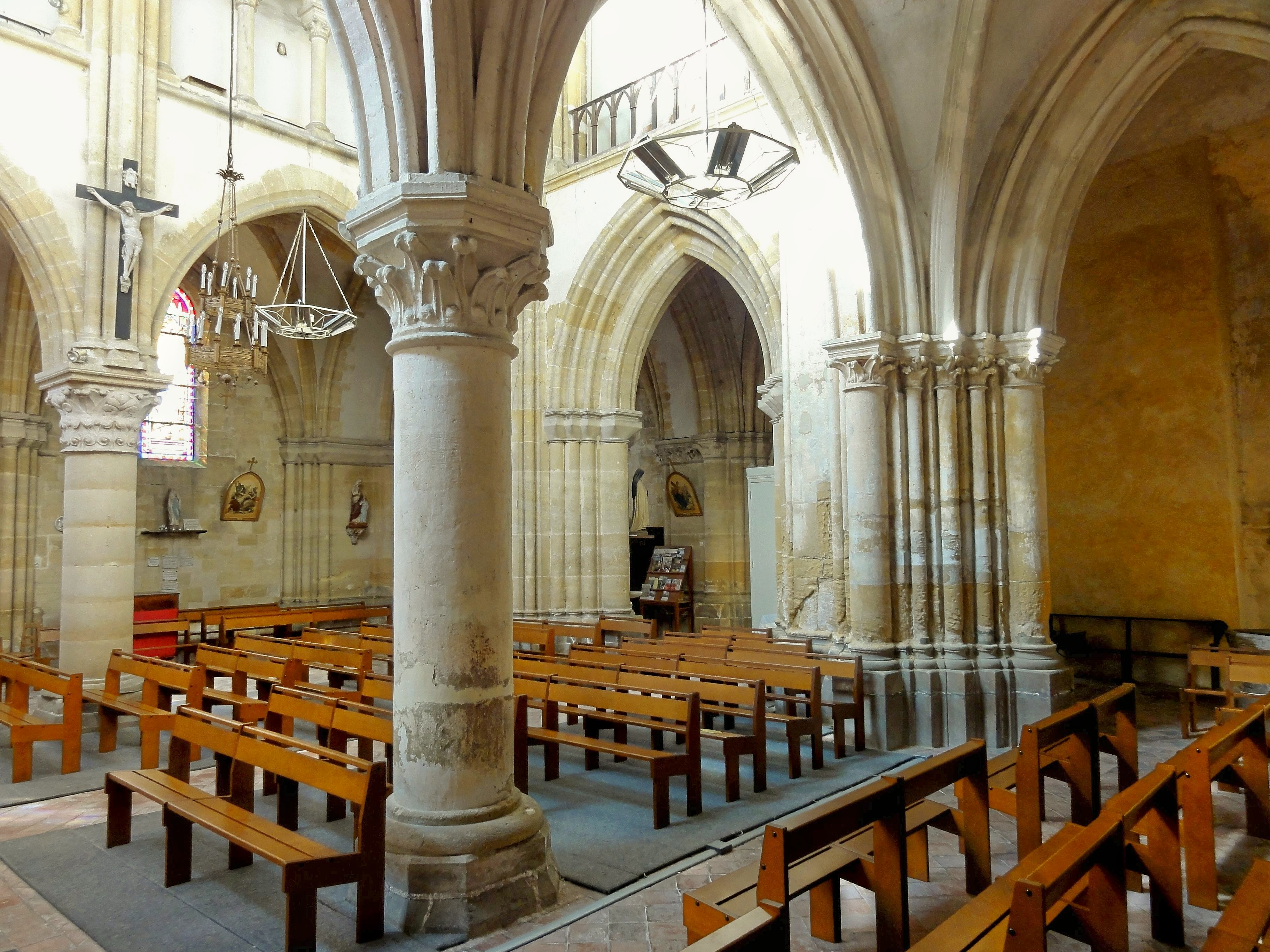
Vue depuis le bas-côté nord.

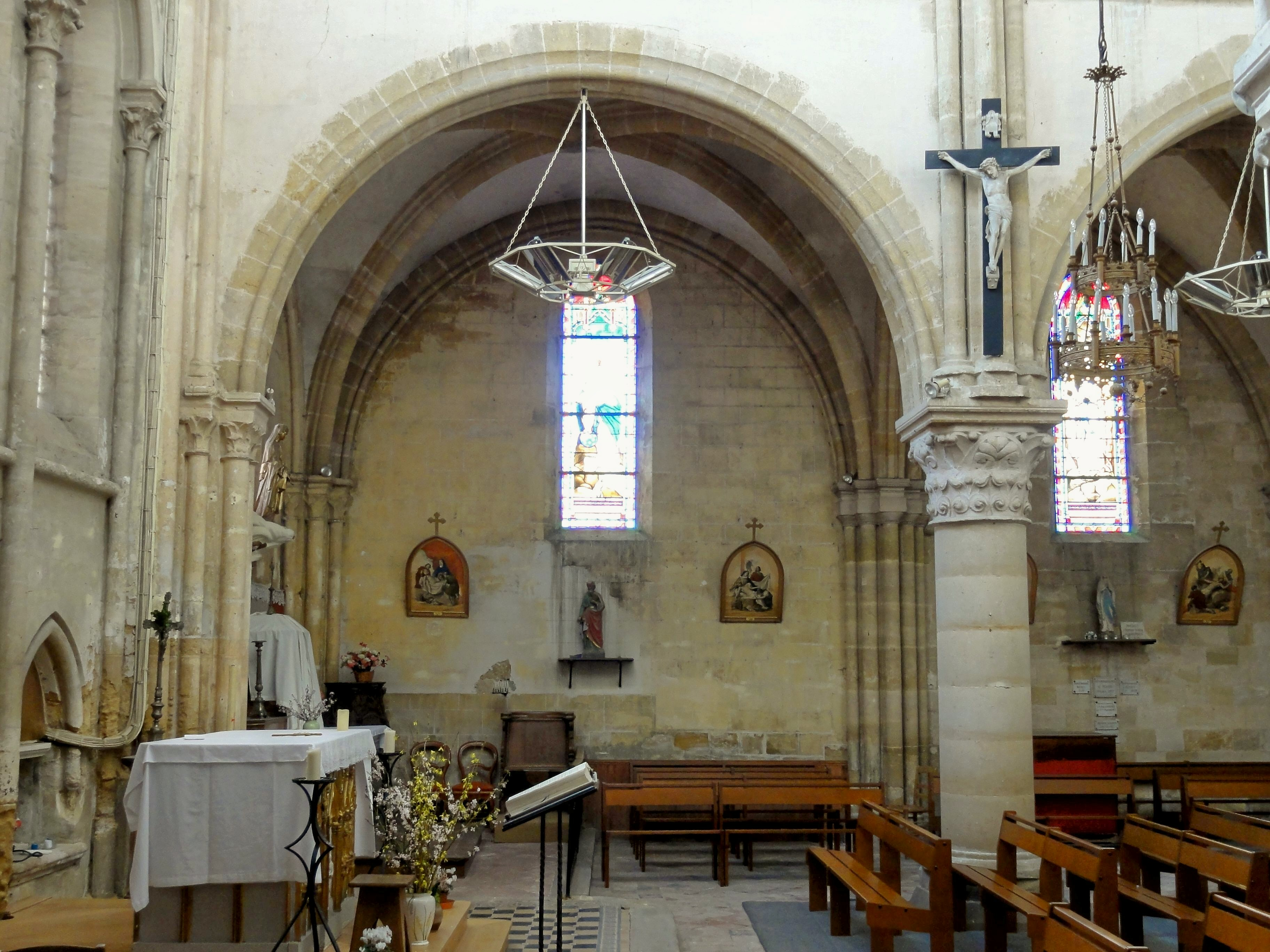
Dernière grande arcade du sud.

En entrant, l'on se trouve dans l'ancienne croisée du transept, dont la hauteur est égale à celle des bas-côtés, et entre deux gros massifs de maçonnerie, une arcade en tiers-point relativement étroite s'ouvre sur le vaisseau central. Cette réalité ne correspond pas à la promesse des élévations extérieures, qui suggèrent un édifice de grande hauteur sur toute sa longueur. Mais en fait, l'espace au-dessus de la croisée ou plutôt de l'avant-nef est occupé par une tribune, fermée vers le vaisseau central par une paroi en bois et une fenêtre en demi-lune en hauteur, sous une arcade plein cintre. Cette tribune n'est même pas accessible depuis l'intérieur de l'église. L'ancienne croisée et le croisillon sud sont voûtés d'ogives, mais le croisillon nord est voûté en berceau, et ne comporte donc pas de colonnettes dans ses angles. Les arcades retombent par contre sur des faisceaux de colonnes et colonnettes, tout comme les nervures des voûtes d'ogives, mais ces multiples colonnettes (sept de chaque côté de l'arcade ouvrant sur le vaisseau central) ne sont pas assez nombreux pour dissimuler entièrement les massifs de maçonnerie destinés à supporter le clocher, sauf du côté des collatéraux. L'ancien croisillon nord sert de chapelle baptismale.
L'intérieur du vaisseau central est marqué par les grandes arcades faisant communiquer chœur et collatéraux, et le triforium qui court en dessus de ces arcades, à gauche et à droite, sur toute la longueur du chœur. Il se compose de petites arcades brisées au profil de trois tores, reposant sur les chapiteaux sculptés en feuilles d'acanthe de colonnettes en délit. Une galerie ouverte relie les triforiums en haut du mur du chevet. Curieusement, les arcades de la dernière travée sont plein cintre, fait inhabituel pour un édifice gothique, imputable à leur ouverture plus importante avec une hauteur identique. En effet, le triforium de la dernière travée compte cinq arcades de chaque côté, alors que celui de la première travée n'en compte que quatre. Les deux grosses colonnes rondes de 75 cm de diamètre, une au nord et une au sud, portent des chapiteaux du XIIIe siècle. Celui au nord est à crochets ; celui au sud est sculpté en feuilles de nénuphar uniquement, comme un chapiteau dans l'église Saint-Christophe de Cergy. Il a été récupéré dans les débris et remonté dans la colonne construite à neuf. Comme particularité, la dernière grande arcade au sud retombe sur deux colonnettes gémelées du côté du chevet, disposition qui n'est pas reproduite ailleurs dans l'église.
Un éclairage généreux est procuré par les fenêtres hautes, composées chacune de deux lancettes surmontées par un oculus et s'inscrivant dans un arc de décharge commune, et par la rosace au remplage en bois du chevet. Ce dernier est percé au niveau inférieur d'un triplet de trois lancettes de hauteur identique, et les bas-côtés possèdent également des fenêtres à lancette simple, sauf à l'ouest, et sauf l'ancien croisillon nord qui est aveugle. La verticalité est soulignée par des bandeaux horizontaux en bas du triforium et en bas des fenêtres hautes, sous la forme de tores. Les hautes voûtes ne comportent pas de clés de voûte, et disposent de formerets uniquement au nord et au sud, ainsi que devant le chevet. Les deux travées sont séparées par un arc-doubleau au profil de trois tores, retombant sur des colonnes flanquées de deux colonnettes correspondant aux ogives, aucune colonnette n'étant prévu ici pour les formerets. Les chapiteaux du second ordre se trouvent ici tous au niveau du bandeau supérieur, alors que les chapiteaux réservés aux formerets à l'ouest et à l'est du vaisseau central sont situés plus en hauteur.
Au niveau du transept et du bas-côté sud, les parties issues de la reconstruction du milieu du XIXe siècle sont assez facilement identifiables par la présence de chapiteaux aux corbeilles non sculptées. L'un des curés a toutefois modelé des chapiteaux en plâtre au revers de la façade occidentale, vers la fin du XIXe siècle. Dans les parties hautes, toutes les corbeilles des chapiteaux sont par contre sculptés. Le bas-côté nord montre aussi les traces d'une reconstruction nettement plus ancienne, sans doute celle suivant la guerre de Cent ans. Par exemple, le faisceaux de cinq colonnettes face à la pile cylindrique est remplacé dans sa partie inférieure par un difforme massif de maçonnerie. Restent à mentionner l'influence de la cathédrale Notre-Dame de Laon pour le chevet, et celle de la cathédrale Saint-Gervais-et-Saint-Protais de Soissons ou de la cathédrale Notre-Dame de Chartres pour les fenêtres hautes,.

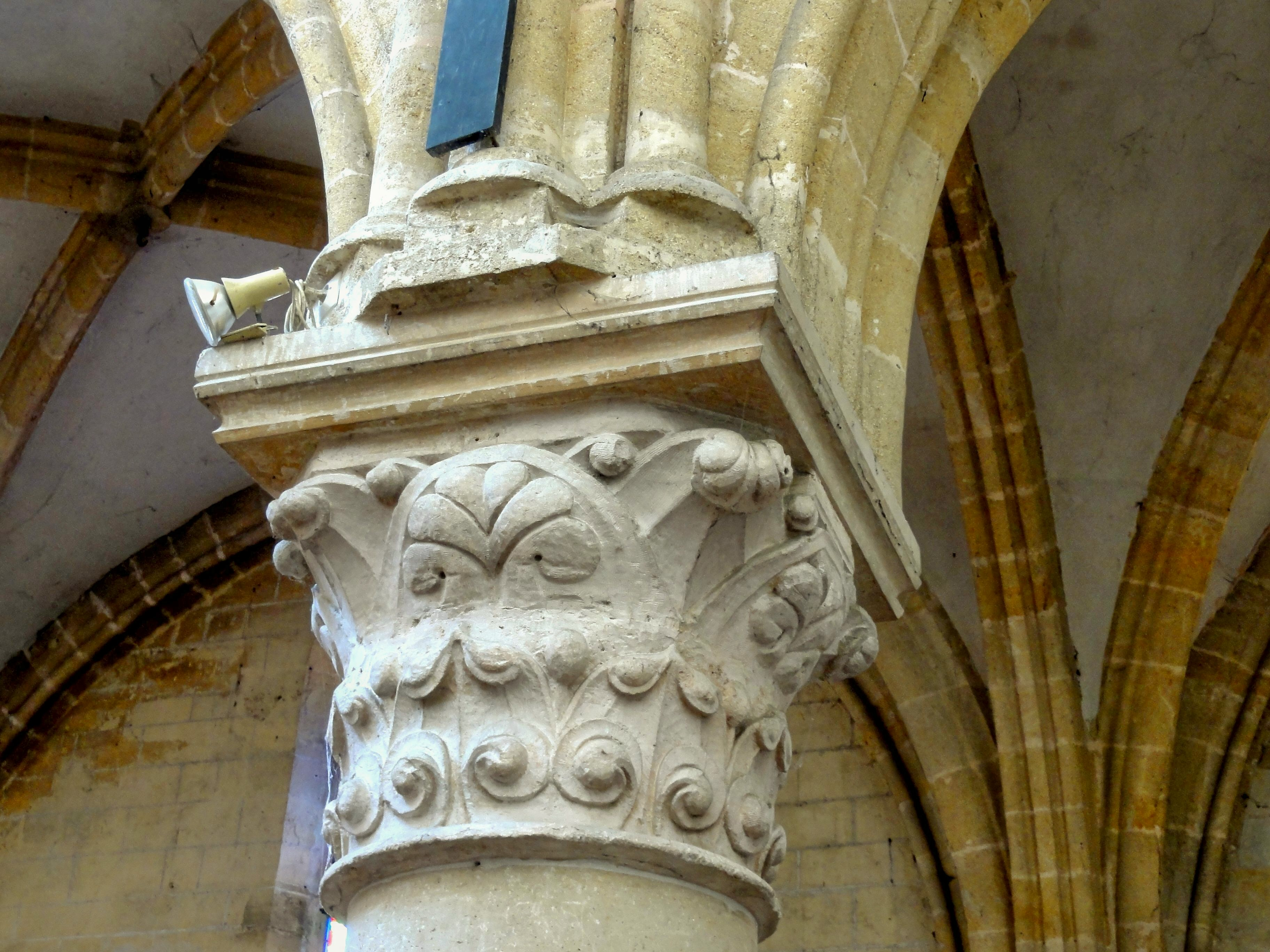
Chapiteau de la pile isolée au sud.
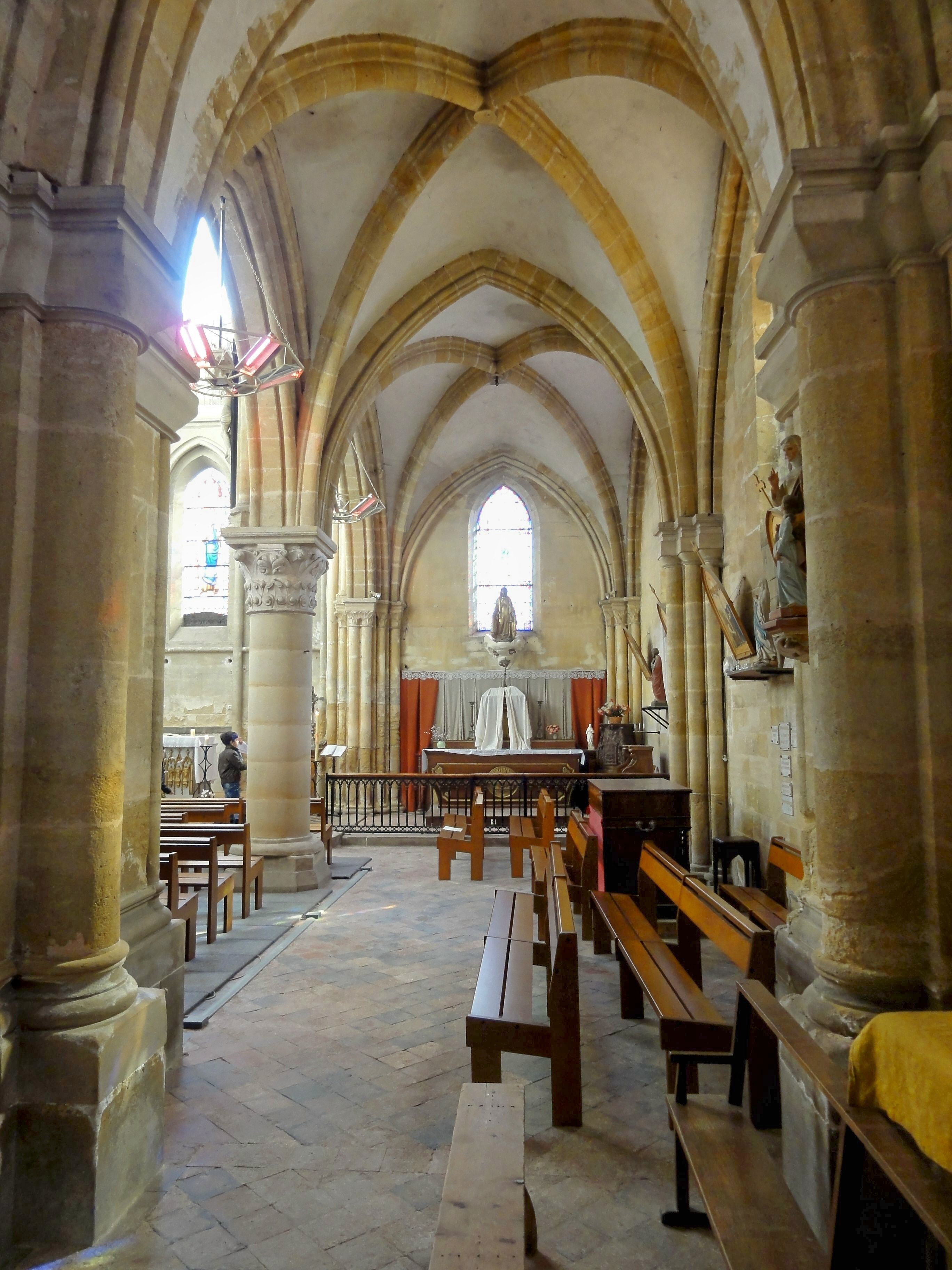
Bas-côté sud, vue vers l'est.
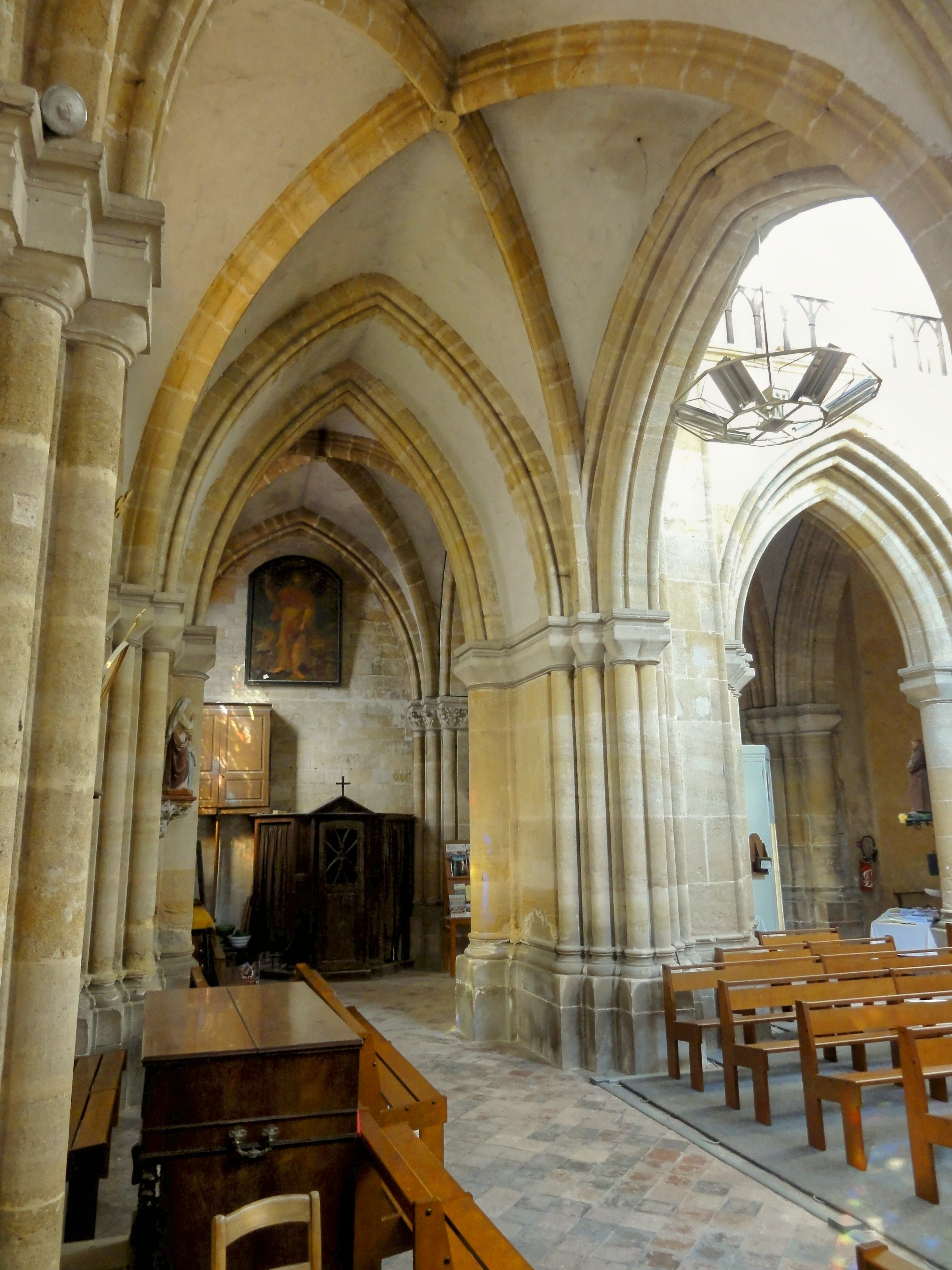
Bas-côté sud, vue vers le nord-ouest.
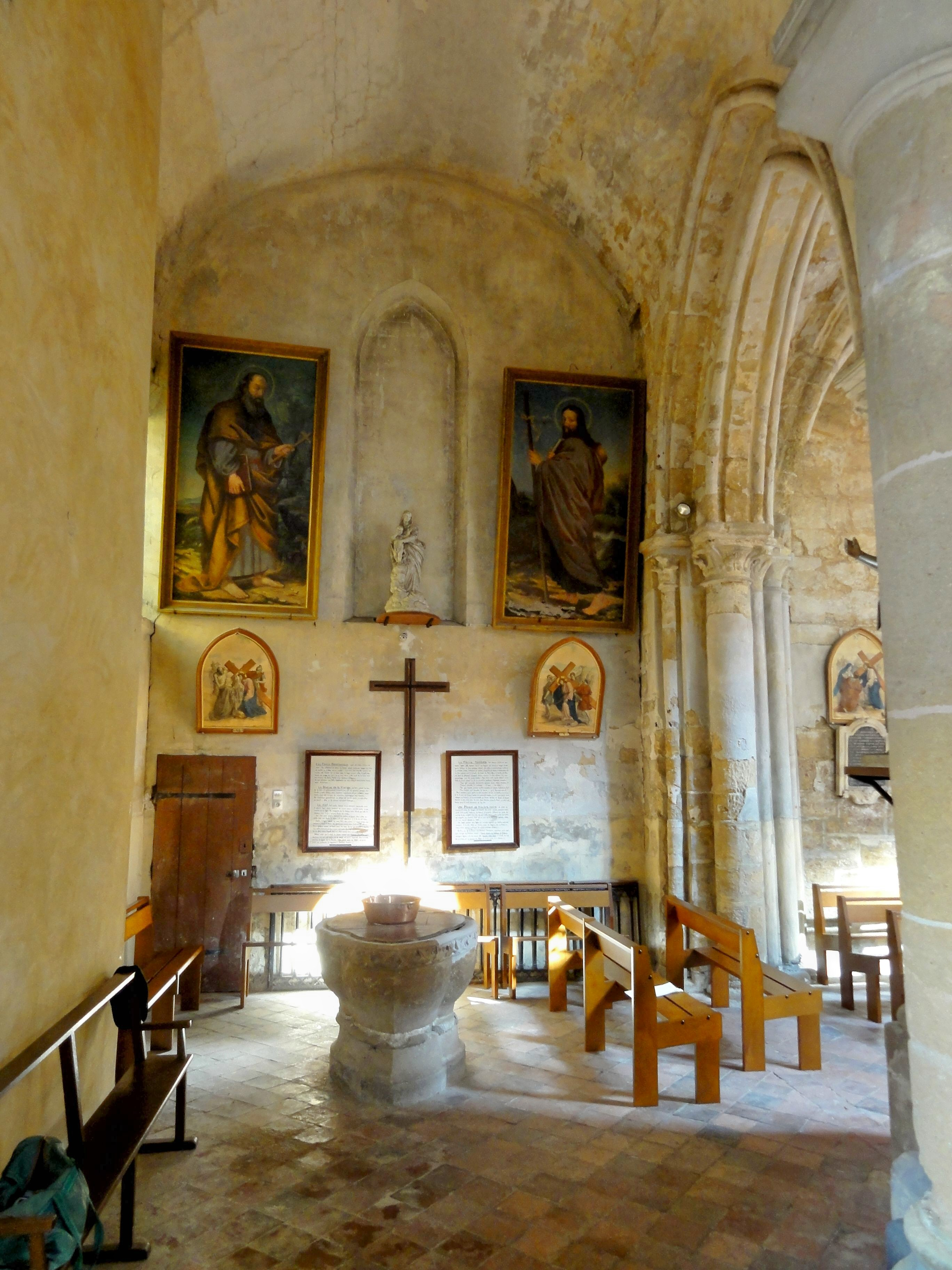
Ancien croisillon nord, vue vers le nord.
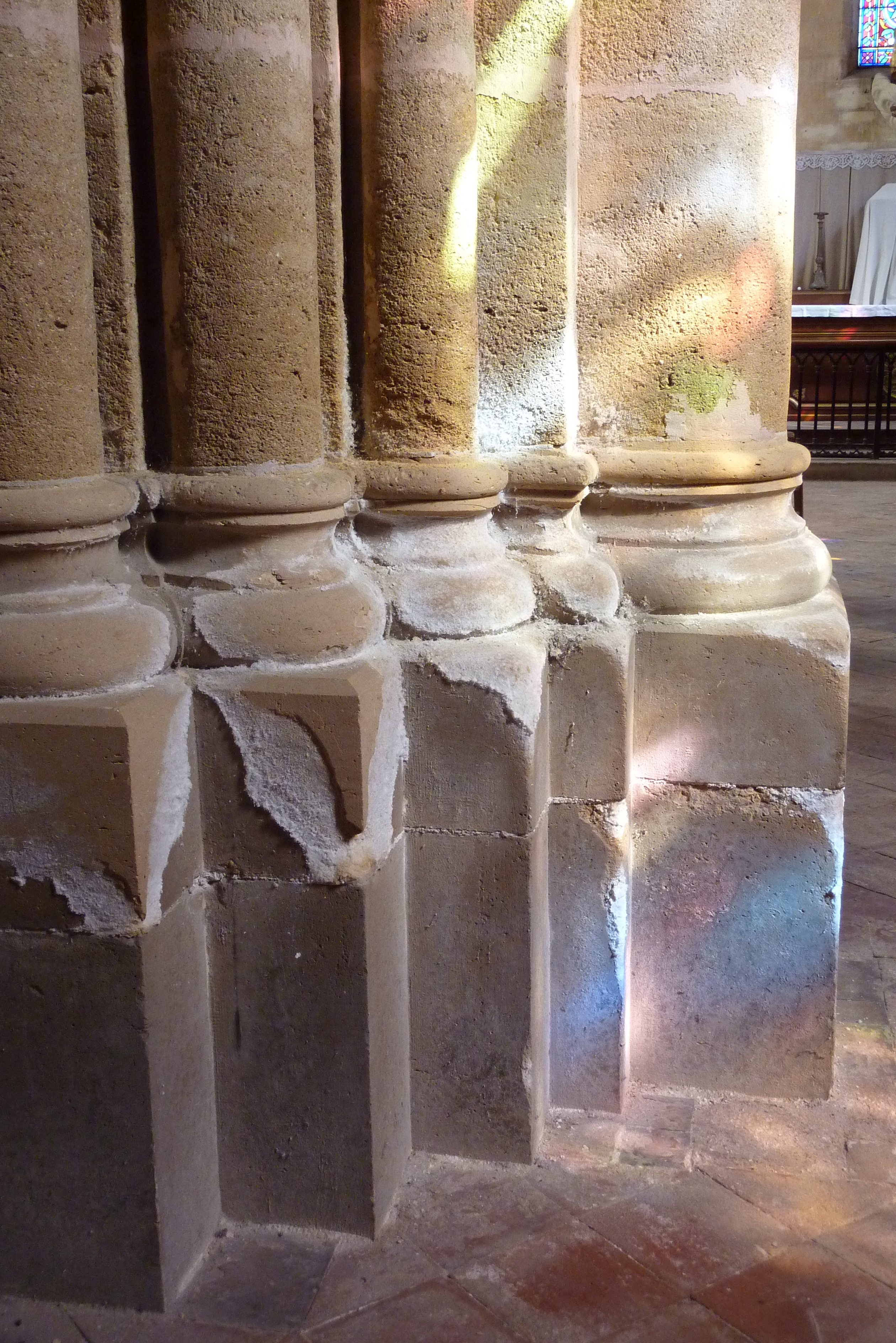
Bases des piliers des grandes arcades.
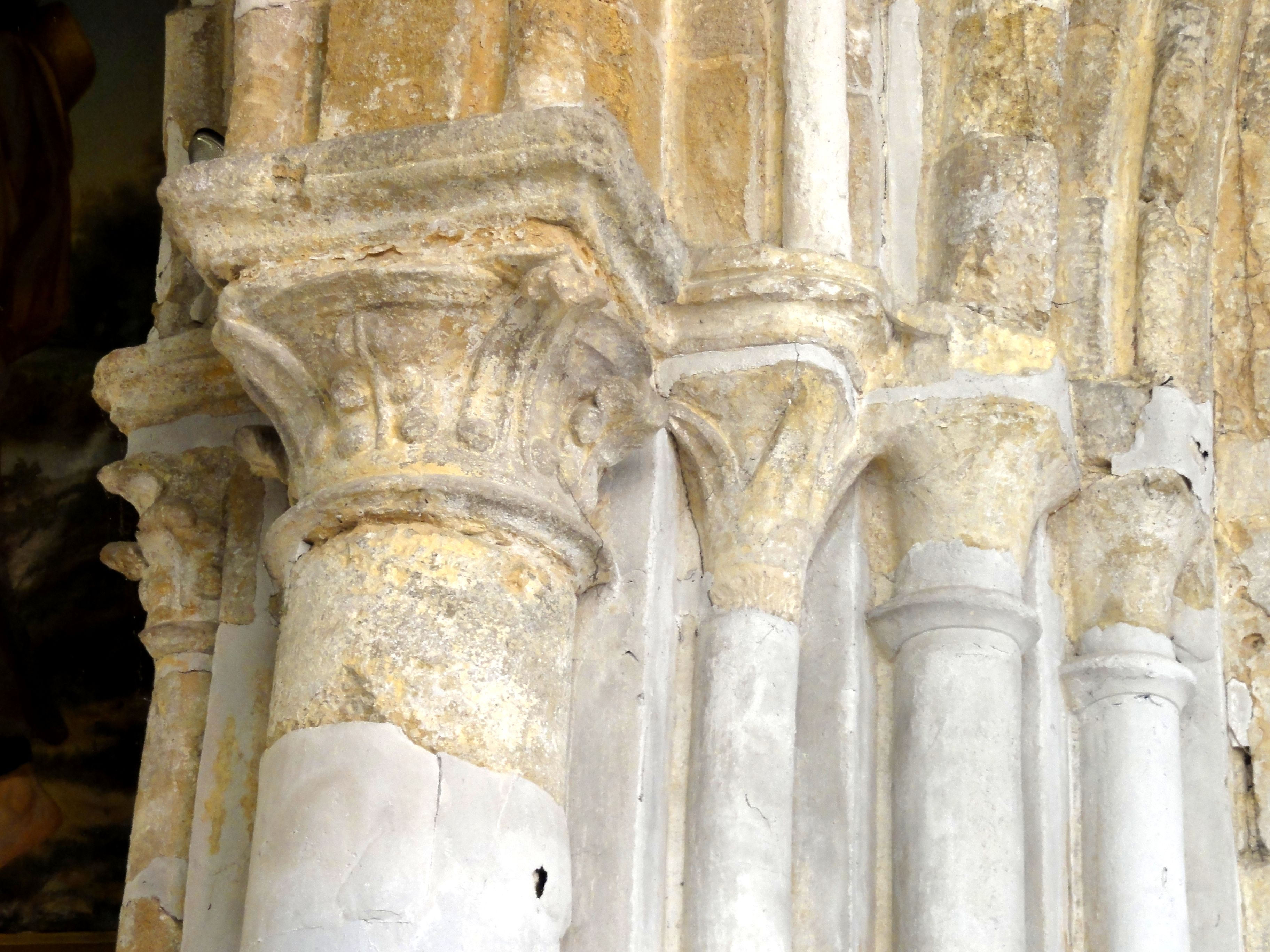
Chapiteaux des grandes arcades du nord.

### Extérieur
La façade occidentale est un produit à part entière de la reconstruction de 1848, sauf pour l'ancien croisillon nord. Il est bâti en moellons irréguliers et épaulé par des contreforts rustiques et ne présente à l'ouest aucune ouverture. Le portail imite le style du XIIIe siècle, sans tomber dans le néogothique : les chapiteaux des colonnettes flanquant la porte ne sont pas sculptés et le décor ne reste en somme qu'ébauché. La baie en dessus du portail s'inspire globalement des baies latérales du chœur, mais l'arc de décharge est en tiers-point et non en plein cintre ; les trois ouvertures sont entourées d'un gros tore ; et les deux lancettes sont cantonnées de colonnettes aux chapiteaux une fois de plus non sculptés. Du fait de la présence de la tribune condamnée derrière cette fenêtre, elle ne contribue pas à l'éclairage de l'intérieur de l'église. Avec ses compromis, la façade manque de grâce, et il est à souligner que l'église Saint-André ne possédait pas une telle façade avant la reconstruction : à son emplacement actuel, la nef touchait au transept, et la nef elle-même était d'un style différent car plus ancienne et dépourvue de façade occidentale car butant contre l'ancien manoir. La façade occidentale était ainsi réduite au bas-côté sud de la nef.
L'élévation méridionale se distingue par la hauteur de la nef permettant son éclairage direct par des baies hautes, et par les arcs-boutants à simple volée s'élevant au-dessus des collatéraux pour consolider les voûtes de la nef, disposition rare pour une église villageoise et initialement limitée aux deux dernières travées : en effet, le clocher se dressait à l'emplacement des baies hautes de la première travée. À l'instar de la fenêtre occidentale, la baie haute de la première travée n'est pas visible depuis l'intérieur du vaisseau. Les baies hautes, déjà décrites dans le contexte de l'espace intérieur, sont surmontées par un arc de décharge plein cintre, alors que le profil est en arc brisé à l'intérieur de l'église, où il épouse le profil des voûtes. En haut des murs du chœur et du bas-côté, court une corniche formée d'une tablette en biseau de laquelle se détachent de petits cubes. Quant aux fenêtres du bas-côté, il s'agit de lancettes simples, entourées d'une gorge peu profonde courant entre deux baguettes. Il est à rappeler que toute l'élévation méridionale ne date que de la reconstruction du milieu du XIXe siècle. Les fenêtres du bas-côté sont recopiées sur celle, authentique, que le bas-côté conserve au chevet ; les fenêtres hautes sont recopiées sur celles, également authentiques, que le chœur conserve au nord. Cette reconstruction n'est toutefois qu'une hypothèse, l'état d'origine n'étant pas documenté. Les fenêtres basses suivaient peut-être le modèle appliqué dans le bas-côté nord, avec une archivolte torique reposant sur deux colonnettes à chapiteaux, et surmontée d'un bandeau retombant sur deux têtes grimaçantes.
La façade du chevet reste en grande partie authentique ; elle n'a apparemment pas été trop gravement endommagée lors de la chute du clocher. Contrairement à ce qui est parfois suggéré, la grande rosace en haut du chevet est dotée d'un remplage provisoire en bois depuis le milieu du XIXe siècle : il ne s'agit donc pas d'une réparation à la suite des dégâts provoqués par un bombardement à proximité de l'église, en 1944. Les bas-côtés possèdent à l'est des baies de deux types différents déjà décrits. Le vaisseau central est quant à lui éclairé par un triplet de trois lancettes de hauteur égale, sans arc de décharge. Ce triplet est d'une très belle facture. Les trois archivoltes toriques qui décorent les fenêtres retombent sur les chapiteaux délicatement sculptés de quatre fines colonnettes en délit. Les quatre chapiteaux sont tous différents, mais ont en commun des motifs de feuillages. Les archivoltes sont en plus surmontées d'une frise de petites feuilles d'acanthe, qui retombe sur quatre têtes saillantes. Les têtes aux deux extrémités sont grimaçantes, mais celles encadrant la baie centrale sont des figures humaines,.

## Mobilier
Parmi le mobilier de l'église, trois éléments sont classés monument historique au titre objet. Contre le mur au centre du bas-côté nord, le maire M. Fortier a fait dresser en 1888 une dalle tumulaire à effigies gravées de la seconde moitié du XVIe siècle. Elle mesure 231 cm de haut et 106 cm de large et présente trois personnes debout : au milieu, un ecclésiastique revêtu d'une chasuble ample et tenant un calice ; à gauche, un homme à barbe courte, vêtu d'un costume civil de la mode de l'époque de Henri III ; et à droite, une femme dont le vêtement d'aspect sévère reflète la même époque. L'épitaphe située en bas est en partie effacée, mais les dates de décès n'ont jamais été gravées :
« Cy gist venerable [et discrete] persone Messire 
Jehan Maistre...... lequel décedda 
le vendredy ...iii jour ... bre 1579
Cy gisent honeste persone nicollas maistre et
Janne le Danois... sa fame lesquel sont deceddez
le... jour de ...... priez dieu pour eux. ».
L'on peut supposer que Nicolas Maistre et Jeanne le Danois furent les parents du curé Jean Maistre, qui ont commandé la pierre tombale lors de la mort prématurée de leur fils. Les héritiers ont négligé de compléter les inscriptions après la mort des deux époux. La dalle fait l'objet d’un classement au titre objet des monuments historiques depuis le 12 novembre 1908.
L'ancien croisillon nord abrite deux autres objets classés. Il s'agit d'une statue en pierre de la Vierge à l'Enfant, haute de 180 cm et datant de la seconde moitié du XVIe siècle, classée depuis le 14 novembre 1907 ; et des fonts baptismaux du XVe siècle, d'une forme inhabituelle et ornés d'une frise de lierres, classés depuis le 22 octobre 1909.

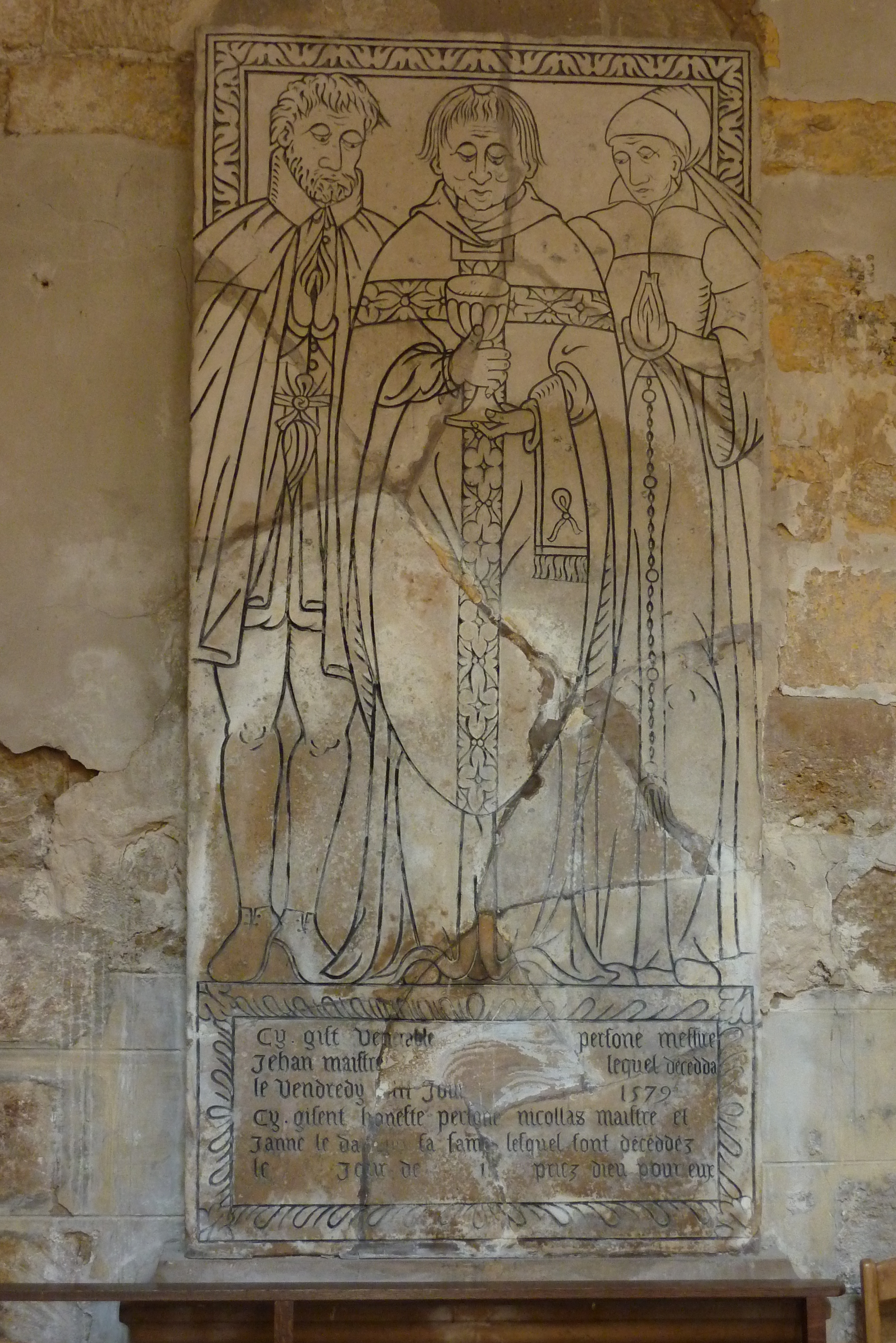
Dalle tumulaire du XVIe siècle.
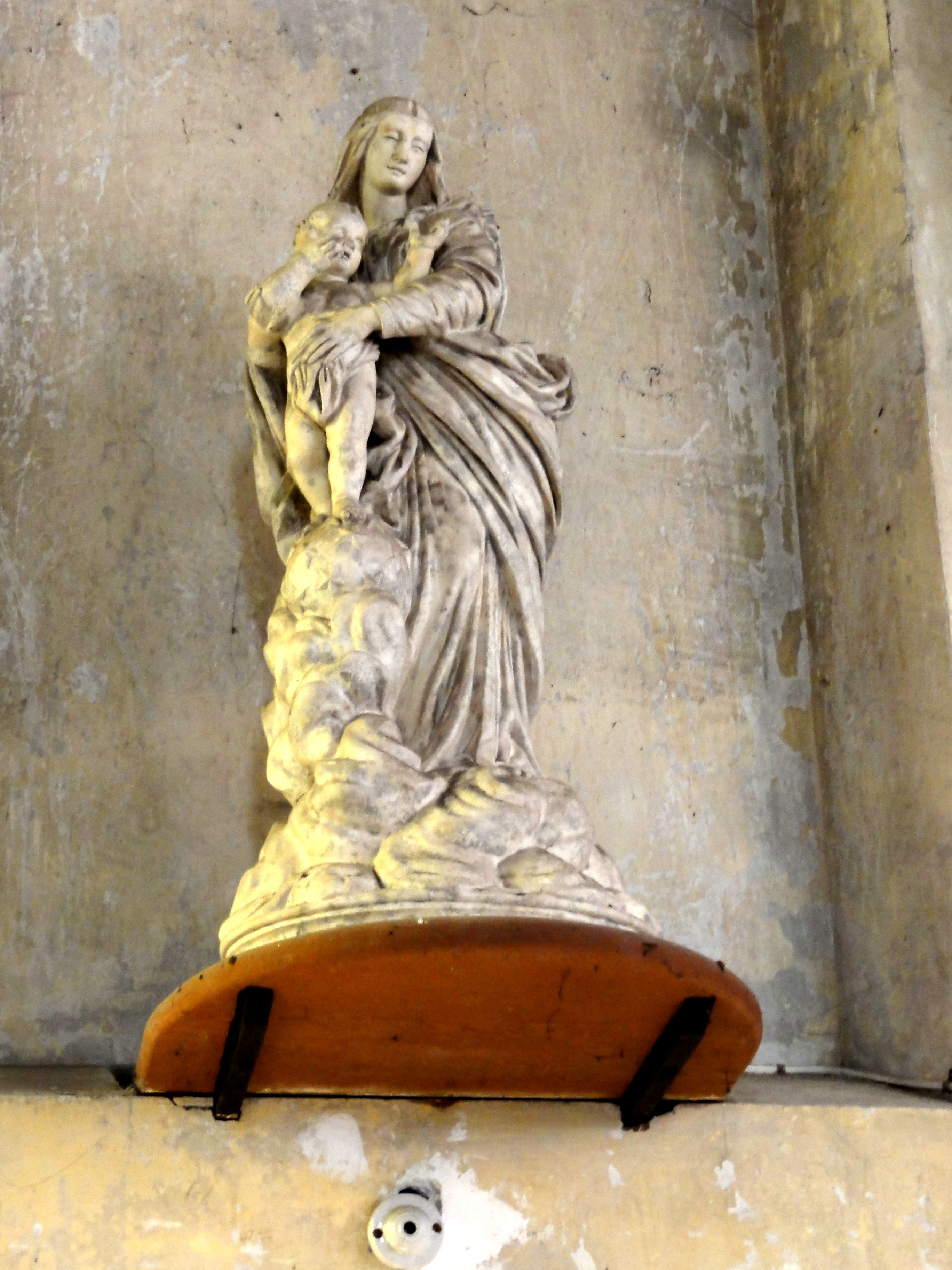
Vierge à l'Enfant.
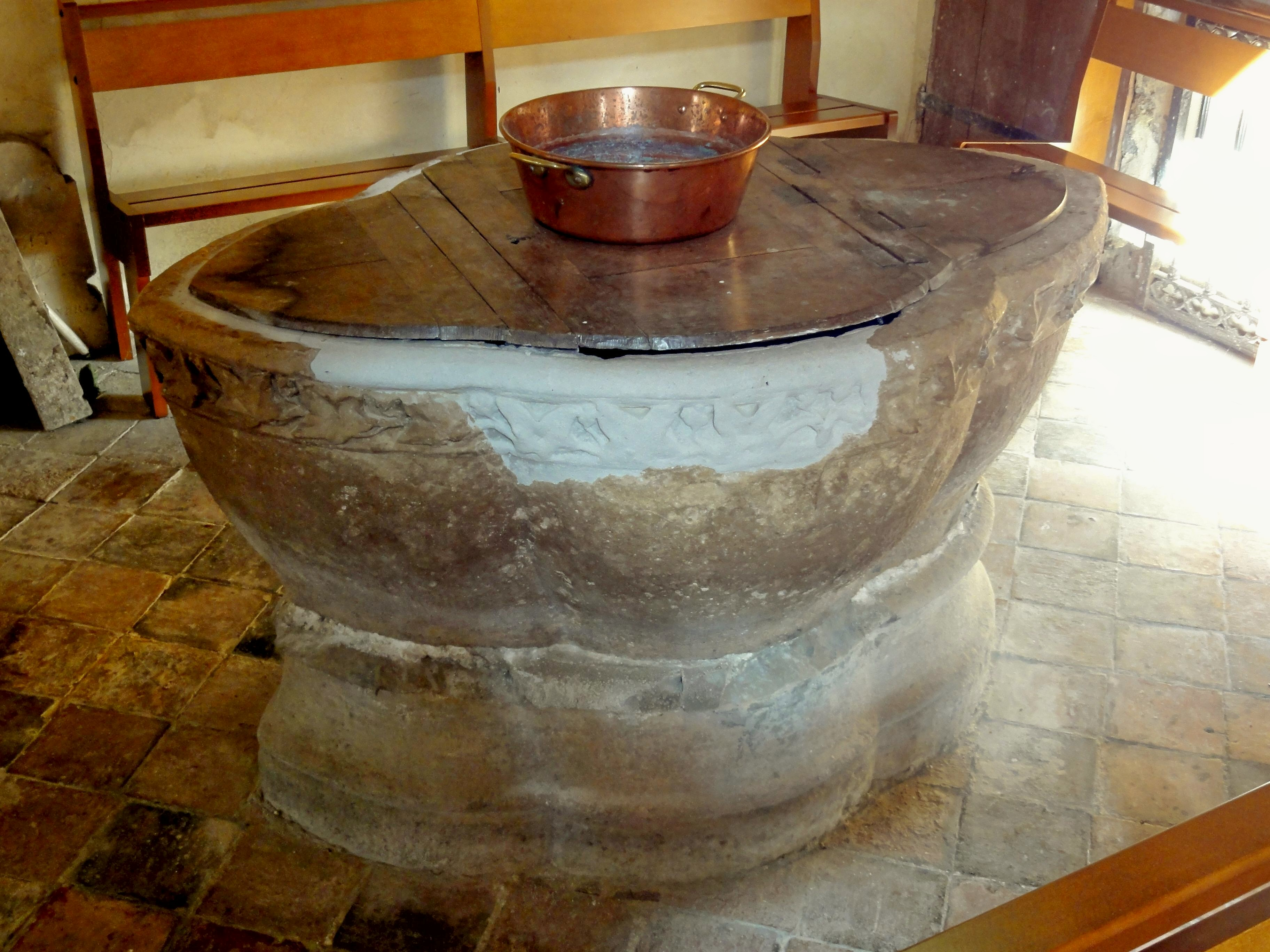
Fonts baptismaux.